# Dal-Wörterbuch

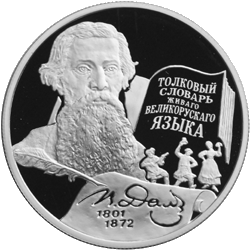
Münze der Bank von Russland - Reihe: „Herausragende Persönlichkeiten Russlands“, 200. Geburtstag von W. I. Dal, 2 Rubel, Rückseite

Tolkowy slowar schiwowo welikorusskowo jasyka (russisch Толковый словарь живого великорусского языка, wiss. Transliteration Tolkovyj slovar' živogo velikorusskogo jazyka; „Erklärendes Wörterbuch der lebenden großrussischen Sprache“), kurz: Russisches erklärendes Wörterbuch oder Dal-Wörterbuch bzw. Dahl-Wörterbuch ist ein umfassendes Wörterbuch der russischen Sprache. Es wurde von Wladimir Dal (1801–1872) erstellt. Der Autor war ein bedeutender russischer Schriftsteller, Lexikograph und Ethnograph. Es ist eines der größten russischen Wörterbücher. Das Buch wurde zuerst 1863–1866 in vier Bänden veröffentlicht. Das Wörterbuch enthält mehr als 200.000 Einträge und umfasst sowohl allgemeine als auch regionale russische Wörter, Sprichwörter, Redewendungen und andere Sprachgebrauchsformen. Dal hat 53 Jahre daran geschrieben. Im Laufe der Jahre sind einige weitere Auflagen erschienen.
Es ist ein wichtiger Bestandteil der russischen Sprachkultur und ein unverzichtbares Werkzeug für Schriftsteller, Übersetzer, Sprachwissenschaftler und Russischlernende.
Das Wörterbuch von Wladimir Dal hat eine große historische und kulturelle Bedeutung, da es nicht nur als Sprachreferenzwerk dient, sondern auch als Quelle für Informationen über die Kultur und Geschichte Russlands und seiner verschiedenen Regionen. Es wird auch als ein Symbol der russischen nationalen Identität angesehen.